# Tobias Picker
Tobias Picker (* 18. července 1954 New York) je americký hudební skladatel. Narodil se v New Yorku do židovské rodiny. Hudbě se věnoval již od dětství a svou první skladbu složil v osmi letech. Studoval na Manhattan School of Music a Juilliard School. Je autorem několika oper, jako například dvouaktová Emmeline či tříaktová Fantastic Mr. Fox. Rovněž se věnuje skládání baletů, komorní hudby a je autorem skladeb pro violoncello, klavír a violu. V roce 1981 získal grant Guggenheim Fellowship udělovaný aktivním umělcům. V březnu 2014 vydal u vydavatelství Tzadik Records album nazvané Invisible Lilacs; obsahuje čtyři komorní skladby.
Po třicátém roku věku mu byl diagnostikován Touretteův syndrom. Již od dětství trpěl tiky, ale nikdo nevěděl, co je jejich příčinou.

## Dílo

### Opera
- Emmeline (1996)
- Fantastic Mr. Fox (1998)
- Thérèse Raquin (2000)
- An American Tragedy (2005)
- Dolores Claiborne (2012)

### Balet
- Awakenings (2010)

### Pro klavír
- When Soft Voices Die (1977)
- Old and Lost Rivers (1986)
- The Blue Hula (1990)
- Three Pieces (1990)
- Four Etudes for Ursula (1996)
- Three Nocturnes (2009)